# 1969 Alain
1969 Alain је астероид главног астероидног појаса. Приближан пречник астероида је 24,37 km,
а средња удаљеност астероида од Сунца износи 3,087 астрономских јединица (АЈ).
Инклинација (нагиб) орбите у односу на раван еклиптике је 3,335 степени, а орбитални период износи 1981,849 дана (5,426 година). Ексцентрицитет орбите астероида износи 0,156.
Апсолутна магнитуда астероида износи 11,60 а геометријски албедо 0,068.
Астероид је откривен 3. фебруара 1935. године.